# Constantius 2.
Constantius II (egl. Flavius Julius Constantius) (født 7. august 317, død 3. november 361) var romersk kejser 337-361 og enekejser fra 350.
Constantius var den længst regerende og mest betydningsfulde af Konstantin den Stores sønner. Han var kristen af opdragelse, deltog i felttog som helt ung og trådte frem ved faderens død, hvor han menes at have stået bag den store massakre på de fleste andre mandlige slægtninge som banede Konstantins-sønnerne vejen til enemagten. Ved rigsdelingen fik Constantius i hovedsagen de asiatiske dele af Østen.
Han holdt sig neutral under opgøret mellem brødrene Konstantin II og Constans der endte med førstnævntes død. Da Constans 350 var blevet dræbt af generalen Magnentius knuste han dennes styrker 353 og blev hermed eneherre over riget. I øst kæmpede han generelt heldigt imod Persien og prøvede at opretholde administration og orden i provinserne, ligesom han måtte kæmpe mod flere tronkrævere.
Constantius’ indre styre er blevet ret negativt bedømt. Han omtales som en mistroisk tyran med orientalsk hofhold, men ikke uduelig som administrator eller hærfører. I religiøs henseende var han absolut arianer, hvilket skærpede hans kurs mod religiøse modstandere og måske også har bidraget til dommen. 351-53 var Constantius’ fætter Gallus underkejser i Gallien, men henrettedes for magtmisbrug. 355 udnævntes Gallus’ halvbroder Julian til underkejser i Gallien; denne rejste 361 oprør mod kejseren, måske presset af sine soldater. Før det endelige opgør døde Constantius, nogle kilder vil vide, at han på dødslejet anerkendte Julian som efterfølger.